# Cantón de Matignon
El cantón de Matignon era una división administrativa francesa, que estaba situada en el departamento de Costas de Armor y la región de Bretaña.

## Composición
El cantón estaba formado por once comunas:
- Fréhel
- Hénanbihen
- Hénansal
- La Bouillie
- Matignon
- Pléboulle
- Plévenon
- Ruca
- Saint-Cast-le-Guildo
- Saint-Denoual
- Saint-Pôtan

## Supresión del cantón de Matignon
En aplicación del Decreto nº 2014-150 de 13 de febrero de 2014, el cantón de Matignon fue suprimido el 22 de marzo de 2015 y sus 11 comunas pasaron a formar parte; diez del nuevo cantón de Pléneuf-Val-André y una del nuevo cantón de Lambaye.